# کی لاین

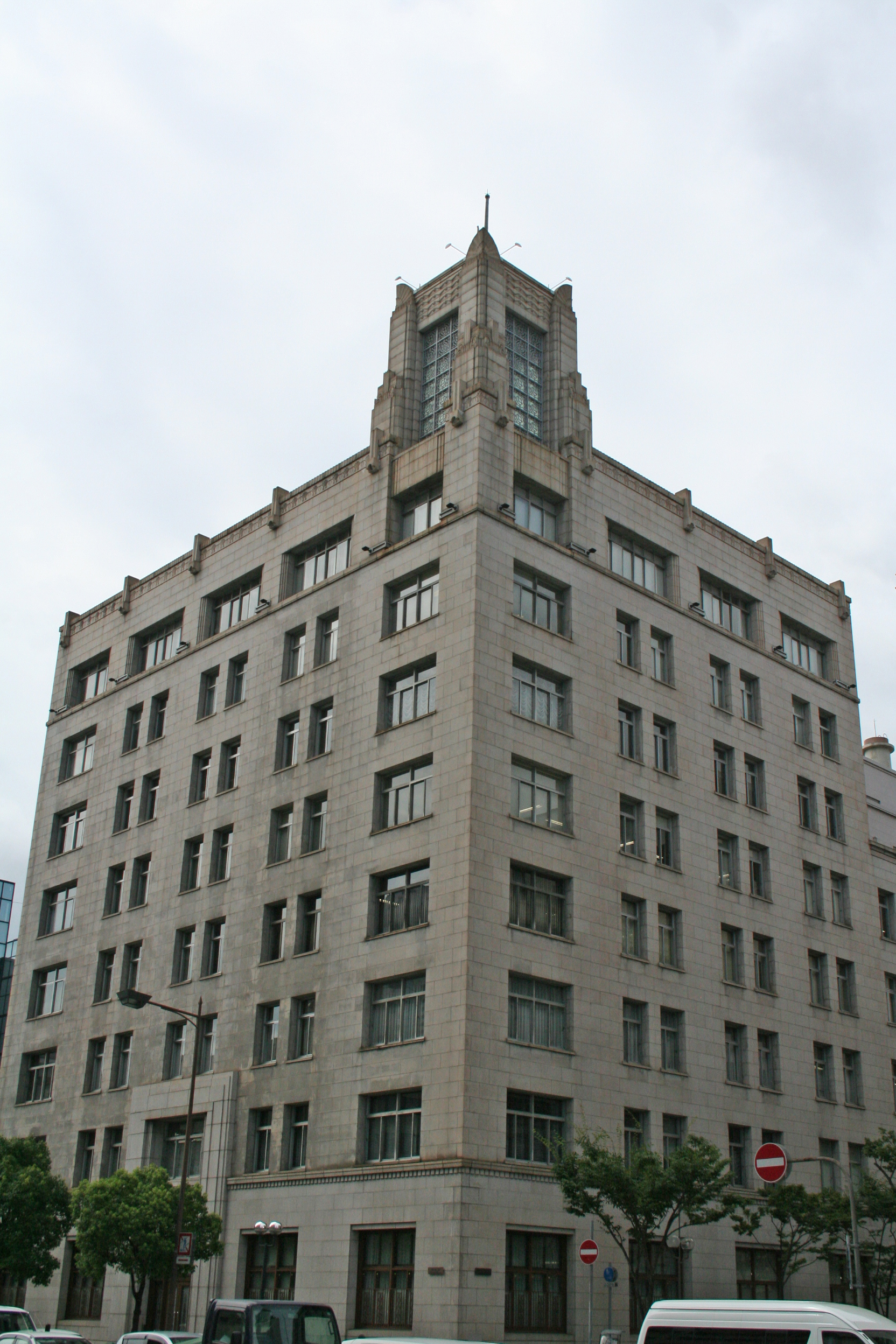
ساختمان دفتر مرکزی کی لاین

کی لاین (به ژاپنی: 川崎汽船株式会社) شرکت هلدینگ ترابری دریایی ژاپنی است، که در زمینه ارائه خدمات کشتیرانی، ترابری زمینی، انبارداری و خدمات لجستیکی فعالیت می‌کند. این شرکت شرکت هم‌اکنون پس از میتسویی او.اس.کی. لاینز و نیپون یوسن، به عنوان سومین شرکت کشتیرانی ژاپن شناخته می‌شود.
شرکت کی لاین در سال ۱۹۱۹ توسط شرکت صنایع سنگین کاوازاکی راه‌اندازی شد و اکنون مالک ناوگانی از ۳۶۳ فروند از انواع کشتی‌های باری، کشتی‌های کانتینری و حمل بار فله، کشتی‌های تانکری و ال‌ان‌جی بر و کشتی‌های گردشی می‌باشد.
دفتر مرکزی این شرکت در شهر ایشی‌کاوا، چیبا، ژاپن قرار دارد و بخشی از سهام آن در بازارهای بورس توکیو، بورس فوکوکا، بورس ناگویا و بورس اوساکا معامله می‌شود. مستر تراست بانک، جی‌اف‌ای و میزوهو بانک، سهامداران اصلی کی‌لاین به‌شمار می‌آیند.